# جعفر فضل الله
السيد جعفر ابن السيد محمد حسين ابن السيد عبد الرؤوف فضل الله، عالم دين شيعي لبناني، من مواليد 24-6-1974 م.

## دراسته
- درس العلوم الحوزوية الدينية في المعهد الشرعي الإسلامي، منذ 1993 وحتى 2001، ثم حضر على والده دروس البحث الخارج منذ 2001 وحتى 2010 م.
- حاز عام 2015 م على شهادة الدكتوراه في علم اجتماع المعرفة والثقافة بدرجة جيد جداً من الجامعة اللبنانية في بيروت، وكانت رسالته بعنوان: «صورة الآخر المذهبي في الخطاب الفقهي للفقهاء المسلمين... ابن تيميّة والعلاّمة الحلّي نموذجاً».[1]

## نشاطاته
- باحث إسلامي وأستاذ محاضر في الفقه وأصوله في المعهد الشرعي الإسلامي في بيروت.
- عضو هيئة أمناء مؤسسات المرجع الراحل السيد محمد حسين فضل الله.
- له عشرات المقالات والأبحاث والمحاضرات والندوات واللقاءات في شتى العلوم والمعارف الإسلامية والاجتماعية والثقافية، إضافة إلى بعض الكتب المخطوطة.
- شارك في العديد من المؤتمرات والندوات الفكرية والفقهية والوحدوية في لبنان والخارج.
- يشارك في برامج عديدة عبر أثير إذاعة البشائر.
- ومن خطباء المنبر الحسيني.

### البرامج التلفزيونية
- للإنسان والحياة (2013-2014): يقدم البرنامج جرعة قيمة من أفكار المرجع السيد فضل الله، وكيف تناول سماحة السيد مختلف المواضيع المتصلة بالواقع الإسلامي أو الأفكار والأخلاق الإسلامية. هذه الأفكار يقدمها السيد جعفر فضل الله من خلال فهمه العميق لأفكار السيد فضل الله وبأسلوب علمي ومنطقي بسيط وعميق بذات الوقت... يتطرق البرنامج في بعض حلقاته إلى بعض المناسبات أو المواضيع التي يتناولها البعض بالتحريف لفكر السيد فضل الله ويوضحها.[2]
- رؤى المجدد (2015-***): مساحة أسبوعية من الحوار، تناقش بعمق أبرز المحطات الفكرية للمرجع الراحل السيد محمد حسين فضل الله؛ مع ضيف البرنامج الدائم السيد جعفر فضل الله ويحاوره السيد شفيق الموسوي.[3]

### لقاء الجمعة
ينظم المركز الإسلامي الثقافي، في مجمع الإمامين الحسنين (ع) ـ حارة حريك، محاضرات أسبوعيّة لسماحة السيّد جعفر فضل الله، تحت عنوان «لقاء الجمعة»، وذلك عند السّاعة السّادسة عصراً بتوقيت بيروت، من كلّ يوم جمعة، في قاعة المحاضرات في المجمع.

واللّقاء الأسبوعي يتناول إحدى القضايا الرّاهنة في مجتمعنا، ويليه حوار مفتوح.

## كتاباته
أصدر عدة تقريرات فقهية وغيرها لوالده المرجع بالإضافة إلى مؤلفات فكرية:
- البلوغ، بحث علمي فقهي.
- حكم الحاجب اللاصق في الوضوء والغسل.
- حديث عاشوراء، مجموعة محاضرات حول عاشوراء.
- مع روحانية الزمن، شرح لأدعية أيام الأسبوع.
- على ضفاف الوصية، شرح لوصية الإمام علي (ع) لولديه الحسنين (ع).
- نظرة إسلامية حول الغدير.
- نظرة إسلامية حول عاشوراء.
- نظرة في المنهج الاجتهادي للفقيه المجدد العلامة المرجع السيد محمد حسين فضل الله.
- 5 سنوات على الرحيل، ماذا بقي لنا من السيد فضل الله؟
- تأملات قرآنية: الحرية الفكرية.

## وصلات خارجية
الموقع الرسمي للسيد جعفر فضل الله

## اقرأ أيضاً
- محمد حسين فضل الله
- علي فضل الله
- حسين الخشن
- ياسر عودة